# Revista Casapaís
Casapaís es una revista literaria trimestral en español, fundada en 2021 en Estación Pedrera, Uruguay, por Jan Queretz y Guido Fittipaldi. En cada número, la revista publica narrativa, ensayos literarios, crítica literaria y cinematográfica, dramaturgia, periodismo literario y poesía. 
En sus primeros años de circulación, Casapaís ha publicado textos inéditos de autores como Rafael Cadenas, Sergio Ramírez, Santiago Roncagliolo, Solange Rodríguez Pappe, Eduardo Sánchez Rugeles, Jorge Carrión, Bernardo Atxaga, Alejandra Costamagna, Edmundo Paz Soldán, Daniel Saldaña París, Elisa Díaz Castelo, Rafael Courtoisie, Jorge Volpi, Fernanda Trías, Andrés Neuman y David Huerta, entre otros. También ha servido como plataforma para autores emergentes y nóveles en el ámbito literario iberoamericano.
La revista tiene como objetivo «democratizar el sistema literario» y «convertirse en la casa-país de la lengua española».

## Historia
Casapaís fue fundada en 2021 por el escritor venezolano Jan Queretz, residente de Uruguay, junto con Guido Fittipaldi, un editor argentino radicado en Francia. Ambos fundadores comenzaron el proyecto sin conocerse en persona, colaborando de forma remota desde sus respectivos países.
Desde su origen, la revista nació con una vocación clara por el formato impreso, a pesar de las dificultades logísticas y económicas que esto implicaba. Para asegurar la sostenibilidad del proyecto, Casapaís adoptó un modelo de impresión bajo demanda, en el que cada ejemplar es producido y enviado únicamente cuando es adquirido. Este sistema ha permitido que la publicación tenga alcance internacional, con envíos realizados a diversos países, incluyendo Corea del Sur.
Entre las principales influencias de Casapaís se encuentran revistas históricas del ámbito hispanoamericano como Vuelta —fundada por Octavio Paz en México— y Sur, dirigida por Victoria Ocampo en Argentina. El proyecto ha contado con contribuciones de autores reconocidos como Sergio Ramírez y Jorge Volpi, y mantiene como uno de sus objetivos centrales la integración literaria del espacio iberoamericano. En palabras de su fundador, el propósito es «acortar la brecha que existe entre lo que se publica en España y lo que se publica en Latinoamérica», promoviendo un espacio común a partir de la lengua compartida.

## Números publicados
Casapaís se publica cada tres meses, en marzo, junio, septiembre y diciembre. Los títulos de sus números son: 
- La fiesta junto al río
- La primera noción del exilio
- Entonces habrá una noche
- Suelo quemado
- En tu manera desnuda
- Cada árbol un cuerpo
- El fuego es la otra lengua
- La vida oculta
- La danza de todo (primera parte)
- La danza de todo (segunda parte)
- Desaparecen las islas
- Los días, el poema, los muertos
- Faro fantasma
- Un lugar sin nombre
- La boca o la herida
- Oración inicial

## Secciones destacadas

### VueltaEnU
En 2022, el escritor venezolano Eduardo Sánchez Rugeles comenzó la publicación de VueltaEnU, la primera columna exclusiva de Casapaís en línea. La serie consiste en perfiles de personalidades venezolanas cuyas vidas cambiaron a partir de 1998, y se construye a partir de entrevistas y escritura de imaginación. Los textos plantean preguntas sobre las expectativas colectivas antes de ese año, los proyectos inconclusos y la idea de país, además de una reflexión sobre la experiencia política reciente en Venezuela.

### Los días contemporáneos
Desde 2022, el escritor y filólogo español Sergio García García publica la columna Los días contemporáneos, un conjunto de apuntes, reflexiones y poemas sobre su experiencia como extranjero residente en Ciudad de México. La columna aborda temas como el desarraigo, la identidad, la distancia cultural y el aprendizaje desde una perspectiva personal y literaria.